# Парагвайська академія іспанської мови
Парагвайська академія іспанської мови (ісп. Academia Paraguaya de la Lengua Española) — громадська організація, що об'єднує вчених, письменників і діячів культури, які є експертами у сфері функціонування та розвитку іспанської мови в Парагваї . Заснована в Асунсьйоні 30 червня 1927. Завданням Академії було проголошено «заохочувати та стимулювати вирощування художньої літератури та культури іспанської мови в Парагваї».
До складу Академії протягом її історії входили багато видатних учених, письменників і поетів Парагваю, в тому числі Гуго Родрігес Алькала, Бартоломеу Мелья, Раміро Родрігес, Хосе Руфінеллі, Карлос Війагра Марсаль, Роке Гаона та інші.
Президентом (генеральним секретарем Керівної ради Академії) з 2014 є поетеса та новеліст Рене Феррер де Арейяга .
Академія входить до Асоціації академій іспанської мови.